# Hypnum emodi-fertile
Hypnum emodi-fertile är en bladmossart som beskrevs av Brotherus och Hisatsugu Ando 1973. Hypnum emodi-fertile ingår i släktet flätmossor, och familjen Hypnaceae. Inga underarter finns listade i Catalogue of Life.